# Willi Geyert
Wilhelm (Willi) Geiert (* 4. Mai 1920) ist ein ehemaliger deutscher Fußballspieler. Für EHW/Stahl Thale bestritt er zwischen 1950 und 1954 105 Spiele in der DDR-Oberliga, der höchsten Spielklasse im DDR-Fußball.

## Sportliche Laufbahn
Sein erstes Oberligaspiel bestritt Willi Geyert im fünften Punktspiel der SG Eisenhüttenwerk Thale beim Heimspiel gegen die BSG Chemie Leipzig (1:1). Er erkämpfte sich sofort einen Stammplatz in der Mannschaft, fehlte bis zum Saisonschluss nur bei drei Punktspielen und kam so auf 27 Einsätze. Im Laufe der Saison wurde die Sportgemeinschaft Eisenhüttenwerk in die Betriebssportgemeinschaft (BSG) Stahl Thale umfunktioniert. Geyert erhielt sich seinen Status als Stammspieler auch in den folgenden zwei Spielzeiten, in denen er nur einmal in den 68 Punktspielen fehlte. Er wurde regelmäßig als rechter Abwehrspieler eingesetzt. Die Saison 1953/54 brachte sowohl für die BSG Stahl als auch für Geyert das Aus in der Oberliga. Geyert begann wie gewohnt vom ersten Spieltag an auf seiner Position auf der rechten Abwehrseite, bestritt aber zunächst nur die ersten zehn Punktspiele. Danach konnte er verletzt über mehrere Wochen nicht eingesetzt werden und kam danach auch nur noch in zwei weiteren Oberligaspielen zum Einsatz. Sein letztes Spiel in der Oberliga war wieder die Begegnung Stahl Thale – BSG Chemie Leipzig, die diesmal am 21. Spieltag 1:2 ausging. Stahl Thale stieg nach der Saison aus der Oberliga ab, und Geyert tauchte nicht mehr im höherklassigen Fußball auf.